# Григорьев, Григорий Игоревич
Григо́рий И́горевич Григо́рьев (род. 23 декабря 1956, Ленинград) — протоиерей Русской Православной Церкви, психотерапевт, психиатр-нарколог, доктор медицинских наук, доктор богословия, профессор, Заслуженный врач Российской Федерации (2008). Популяризатор, пропагандист и проповедник здорового и трезвого образа жизни. Настоятель храма Рождества Иоанна Предтечи в Юкках Выборгской епархии (Ленинградская область).

## Начало биографии
Родился 23 декабря 1956 года в Ленинграде в семье служащих.
Отец — Григорьев Игорь Николаевич (17.08 1923 — 16.01.1996). Уроженец Псковской области, партизан-разведчик, один из руководителей Плюсского подполья на Псковщине в период Второй Мировой войны. Награжден государственными наградами. Выпускник филологического факультета Ленинградского государственного университета (ЛГУ). Член Союза писателей СССР. Мать — Григорьева Дарья Васильевна. Родилась в городе Городок Витебской области БССР, 27 июня 1933 года. Выпускница филологического факультета ЛГУ.
В 1973 году Григорий Григорьев окончил среднюю школу в городе Городок, где жил с 5 лет у бабушки и дедушки, и поступил в Военно-медицинскую академию имени С. М. Кирова в Ленинграде. Окончил военно-морской факультет в 1979 году. Проходил службу на Краснознамённом Тихоокеанском флоте (ТОФ) во Владивостоке. Был начальником медицинской службы подводной лодки, начальником кабинета психоневрологии поликлиники флота, старшим психоневрологом ТОФ. Участник дальних походов. Принимал участие в ликвидации трех аварий на подлодках (1980 год). В 1982 году, будучи флотским офицером, Григорий Григорьев крестился и воцерковился. 
После демобилизации с флота вернулся в Ленинград, где продолжил профессиональную и научную деятельность. Работал врачом-психотерапевтом, психиатром-наркологом Клинической больницы Управления делами Академии наук СССР. Занимался решением проблем алкогольной, наркотической и других зависимостей методом эмоционально-эстетической и духовной ориентированной стрессовой психотерапии.

## Медицинская научная деятельность
В 1988 г. на базе Центра научно-технической деятельности и социальных инициатив при Академии наук СССР создал и возглавил Международный институт резервных возможностей человека (МИРВЧ).
В 1993 г. в ученом совете Психоневрологического института им. В. М. Бехтерева защитил кандидатскую диссертацию по теме: «Лечение алкоголизма методом массовой эмоционально-эстетической психотерапии (разработка метода и оценка его эффективности)».
В 2004 г. в ученом совете Всероссийского центра экстренной и радиационной медицины МЧС России защитил докторскую диссертацию по теме: «Кризисно-реабилитационная помощь при наркоманиях на основе стрессовой (духовно ориентированной на православной основе) психотерапии». В 2005 г. ВАК Минобразования России присвоил ему ученую степень доктора медицинских наук.
В 2005 г. избран по конкурсу на должность профессора кафедры медицинской психологии СПбМАПО (СЗГМУ им. И. И. Мечникова), а затем переизбран на должность профессора кафедры общей медицинской психологии и педагогики СЗГМУ им. И. И. Мечникова, где преподает курс «Духовно ориентированная психотерапии патологических зависимостей».
Является членом редколлегии Всероссийского научно-практического рецензируемого журнала «Вестник психотерапии» (издается с 1990 г.).
Автор более 400 научных работ; автор и соавтор 4 патентов Российского патентного ведомства; альбома «Психофизическая саморегуляция», а также 11 учебно-методических пособий и 11 монографий.

## Работа в Русской Православной церкви
С 1989 г. Григорий Григорьев совместно с протоиереем Русской Православной Церкви Василием Лесняком вел работу по отрезвлению людей.

В 2009 г. в деревне Юкки Всеволожского района по благословению митрополита Санкт-Петербургского и Ладожского Владимира Григорий Григорьев стал председателем Приходского совета Храма Рождества Иоанна Предтечи и начал строить храм. Первая Божественная литургия была отслужена в 2011 г.
Окончил с отличием Санкт-Петербургскую Православную Духовную Семинарию и Академию (СПбПДА). С 2011 г. был принят в профессорско-преподавательскую корпорацию СПбПДА и стал профессором Богословско-пастырского факультета. В 2017 г. был избран членом Ученого совета.
В 2014 г. избран по конкурсу на должность декана факультета психологии и философии человека и заведующего кафедры психологии Русской христианской гуманитарной академии (РХГА).
В 2015 г. в Общецерковной аспирантуре и докторантуре имени святых Кирилла и Мефодия Русской Православной Церкви (РПЦ) защитил докторскую диссертацию по богословию по теме: «Грех как аддиктивное поведение: богословские основания и медико-психологический опыт исследования».
Член Совместной Комиссии Министерства здравоохранения Российской Федерации и Русской Православной Церкви, а также коллегии Синодального отдела по церковной благотворительности и социальному служению (ОЦБСС).
Является профессором кафедры педагогики и теории образования и членом Диссертационного совета Общецерковной аспирантуры и докторантуры имени святых Кирилла и Мефодия (ОЦАД).
Настоятель Храма Рождества Иоанна Предтечи, является членом Епархиального Совета Выборгской епархии.

## Общественная деятельность и работа в СМИ
В 1991 г. Григорий Григорьев избран председателем Всероссийского Общества трезвости и милосердия святого благоверного Великого Князя Александра Невского.
Указом святейшего Патриарха Кирилла протоиерей Григорий Григорьев назначен членом Совместной Комиссии Министерства здравоохранения РФ и РПЦ, а также членом коллегии Синодального отдела по церковной благотворительности и социальному служению (ОЦБСС).
Сопредседатель Экспертного совета Координационного центра по противодействию алкоголизму и утверждению трезвости ОЦБСС. Принимал участие в разработке первой в истории Концепции РПЦ по утверждению трезвости и профилактике алкоголизма.
Был участником и гостем телевизионных программ в качестве эксперта по психотерапии, психиатрии и наркологии. С 1990 г. Является постоянным ведущим прямых эфиров радио Ленинграда, Санкт-Петербурга и Радио России. С его участием проходили популярные передачи: «Точка опоры», «Спасательный круг» и «Пулковский меридиан». В прямом эфире «Радио России Санкт-Петербург» проходит передача «Диалоги о здоровье нации с доктором Григорьевым». На православном телеканале «Союз» выходит авторская передача протоиерея Григория Григорьева «Точка опоры». В программе того же телеканала «Беседа с батюшкой» выходит его авторская передача «Ветер радости».
Является членом Союза писателей России (1998) и членом Литературного фонда России (2000).
Является членом Морского Собрания в Кронштадте, членом Санкт-Петербургского клуба моряков-подводников и Дальневосточного клуба моряков-подводников.

## Награды
- Орден Пирогова (23 ноября 2023 года) — за заслуги в области здравоохранения и многолетнюю добросовестную работу[27]
- Орден Дружбы (18 мая 2017 года) — за большой вклад в развитие здравоохранения, медицинской науки и многолетнюю добросовестную работу[28]
- Почётное звание «Заслуженный врач Российской Федерации» (7 ноября 2008 года) — за заслуги в области здравоохранения и многолетнюю добросовестную работу[29]

## Семья
Женат с 1982 г., имеет троих детей и четверых внуков.

## Работы

### Монографии
- Григорьев Г. И. Клинические аспекты психопатологии, психофармакологии и эмоционально-эстетической стрессовой психотерапии / А. А. Бажин, Г. И. Григорьев, А. И. Еремеев. — СПб.: ВМедА, 1999. — 186 с.
- Григорьев Г. И. Кризисно-реабилитационная помощь (методом эмоционально-эстетической стрессовой психотерапии) при героиновой наркомании: концепция, принципы, эффективность и механизмы воздействия / Г. И. Григорьев, А. М. Никифоров, В. Ю. Рыбников. — СПб.: МИРВЧ-ВЦЭРМ-ВМедА, 2003. — 150 с.
- Григорьев Г. И. Духовно-ориентированная психотерапия в форме целебного зарока: теоретические основы, организационная структура и информационно-аналитическое обеспечение / Г. И. Григорьев, Р. В. Мизерене, Е. А. Мильчакова. — СПб.: МИРВЧ-ВМедА, 2004. — 150 с.
- Григорьев Г. И. Духовно ориентированная психотерапия / Г. И. Григорьев, С. Г. Григорьев, С. В. Мизерас и др.; под. ред. проф. Г. И. Григорьева. — СПб.: ИИЦ ВМА, 2008. — 499 с.
- Григорьев Г. И. Духовно ориентированная психотерапия патологических зависимостей / под ред. проф. Г. И. Григорьева. — СПб.: ИИЦ ВМА, 2008. — 504 с.
- Григорьев Г. И. Духовно ориентированная терапия / О. В. Терлецкий, Г. И. Григорьев. — СПб., 2013. — 392 с.
- Григорьев Г. И. Псориаз. Руководство по диагностике и терапии разных форм псориаза и псориатического артрита: монография / О. В. Терлецкий, К. И. Разнатовский, Г. И. Григорьев (глава в монографии). — СПб.: Изд-во ДЕАН, 2014. — С. 271—414.
- Григорьев Г. И. Грех как аддиктивное поведение: богословские основания и медико-психологический опыт исследования: монография / СПб., 2014. — 472 с.
- Григорьев Г. И. И. Духовно ориентированная терапия. Школа здоровья. — 2-е изд., доп. / О. В. Терлецкий, Г. И. Григорьев. — СПб., 2016. — 664 с.

### Учебные пособия
- Григорьев Г. И. Кризисно-реабилитационная помощь при героиновой наркомании: эмоционально-эстетическая стрессовая психотерапия. Учебно-методическое пособие для врачей-психотерапевтов. — СПб.: МИРВЧ — ВМедА, 2002. — 50 с.
- Григорьев Г. И. Организационно-методические и аналитические основы кризисной медико-психологической помощи лицам с наркотической зависимостью на основе метода эмоционально-эстетической психотерапии: учебно-методическое пособие /
- Григорьев Г. И., Григорьев С. Г., Слатвицкий А.И и др. — СПб.: МИРВЧ-ВМедА, 2003. — 65 с.
- Григорьев Г. И. Методы оценки психологического состояния лиц с наркотической (героиновой) зависимостью: учебно-методическое пособие / В. Ю. Рыбников, Г. И. Григорьев, С. В. Мизерас и др. — СПб.: МИРВЧ-ВМедА, 2004. — 50с.
- Григорьев Г. И. Духовно ориентированная психотерапия патологических зависимостей: учебное пособие / Г. И. Григорьев — СПб.: МИРВЧ — СПб МАПО, 2006. — 139 с.
- Григорьев Г. И. Становление и организация духовно ориентированной психотерапии патологических зависимостей: учебное пособие / Г. И. Григорьев — СПб.: МИРВЧ, 2007. — 263 с.
- Григорьев Г. И. Организация и содержание духовно ориентированной психотерапии патологических зависимостей: учебное пособие / Г. И. Григорьев, С. Г. Григорьев, Л. П. Кузнецов и др. — СПб.: СПб МАПО — ВМедА — МИРВЧ, 2007. — 281 с.
- Григорьев Г. И. Становление и организация духовно ориентированной психотерапии патологических зависимостей. Вып. II : учебное пособие / Г. И. Григорьев, С. Г. Григорьев, В. Ф. Зверев и др. — СПб.: СПб МАПО — ВМедА — МИРВЧ, 2007. — 298 с.
- Григорьев Г. И. Социальное служение Русской Православной Церкви и духовно ориентированная психотерапия на православной основе при лечении алкоголизма: учебное пособие / Г. И. Григорьев. — СПб.: СПбПДА., 2011. — 55 с.
- Григорьев Г. И. Духовно ориентированная психотерапия в форме целебного зарока в деле социального служения Русской Православной Церкви по отношению к страждущим алкоголизмом: учебное пособие / Г. И. Григорьев.- СПб.: СЗГМУ им. И. И. Мечникова, 2012. — 30 с.
- Григорьев Г. И. Профилактика аддиктивного поведения: опыт медико-психологического исследования и богословские основания: учебное пособие / В. Г. Белов, Г. И. Григорьев, В. А. Кулганов, Ю. А. Парфенов // http://www.edus.spbda.ru/node/1387 (недоступная+ссылка)
- Григорьев Г. И.Профилактика аддиктивного поведения: опыт медико-психологического исследования и богословские основания: учебное пособие. — 2-е изд., испр. и доп. / В. Г. Белов, Г. И. Григорьев, В. А. Кулганов, Ю. А. Парфенов // СПб.: Издательство РХГА, 2016. — 428 с.

### Диссертации
- Григорьев Г. И. Лечение хронического алкоголизма методом массовой эмоционально-эстетической психотерапии (разработка метода и оценка его эффективности): Дис.… канд. мед. наук. — СПб., 1993. — 132 с.
- Григорьев Г. И. Кризисно-реабилитационная помощь при наркоманиях на основе стрессовой психотерапии: Дис. … д-ра мед. наук. — СПб., 2004. — 463 с.
- Григорьев Г. И. Грех как аддиктивное поведение: богословские основания и медико-психологический опыт исследования: дис. … д-ра богословия. — Москва, 2015. — 411 с.

### Интервью
- Священник Григорий Григорьев: можно ли кодироваться от алкоголизма? Азбука (недоступная ссылка)
- Зависимости — можно ли преодолеть, или зачем уходить от врача больным?  Православие и мир
- Священник Григорий Григорьев: Распознать террориста в толпе практически невозможно Православие и мир (недоступная ссылка)
- Иерей Григорий Григорьев. «Я строю мост между медициной и Церковью» Русская Линия
- Священник Григорий Григорьев: человека могут исцелить только любовь и страх Санкт-Петербургский Дневник
- Психиатрия в церковной ограде. Протоиерей Григорий Григорьев об окормлении душевнобольных Вода живая. Официальное издание Санкт-Петербургской епархии Русской Православной церкви.
- Фильм «Утраченная добродетель»

### Статьи
- Лидия Юдина. Божественное исцеление. Отец Григорий вылечил 130 тысяч пьяниц //Аргументы и Факты

### Дипломы, грамоты, благодарности
- 2011-12-14 почетная грамота Союза Писателей России
- 2018-10-06 Диплом награждения серебряным нагрудным знаком "Созвездие духовности" за духовно-просветительсвкую деятельность в области литературы, г. Киев.
- 2021 г. Диплом лауреата Всероссийской литературной премии имени А.К. Толстого за книгу "Ветер радости. Городокское приволье". г. Санкт-Петербург.
- 2022 г. Диплом победителя народного голосования "Эскулап" за книгу "Ветер радости. Что нам приносят сны". г. Москва.
- 2023 г. Благодарность департамента культуры Брянской области.
- Диплом награждения серебряным нагрудным знаком "Созвездие духовности" за духовно-пресветительсвкую деятельность в области литературы. 2018-10-06 г. Киев2011-12-14 почетная грамота Союза Писателей России